# 相洋中学校・高等学校
相洋中学校・高等学校（そうようちゅうがっこう・こうとうがっこう）は、神奈川県小田原市城山四丁目に校舎を置く私立中学校・高等学校。
生徒数は中・高合わせて約2,000名、教職員数約190名、校舎数8棟と大規模である。
高校の普通科は、特進コース、文理コース、進学コース、一貫コースの4つに分かれている。

## 沿革
- 1938年
  - 4月1日 - 神奈川県立小田原中学校内に、小田原夜間中学として設立認可。
  - 4月26日 - 小田原中学校長林田政徳が初代校長を兼任。当日をもって開校記念日とする。
- 1939年1月20日 - 校名を相洋中学に改称。
- 1940年
  - 3月3日 - 校旗を制定。
  - 8月15日 - 文部大臣から、財団法人相洋育英会の設立許可を受ける。
- 1941年
  - 4月1日 - 文部大臣から、中学校令による中学校として許可を受ける。
  - 6月15日 - 小田原市より、小峯公園内の1,500坪の土地を借り受け、校舎建設に着手。
- 1942年4月1日 - 校舎が竣工、移転（現在は解体）。
- 1946年10月6日 - 校歌を制定。作詞は教諭の村瀬輝光（代表作に神奈川県の2代目県民歌「光あらたに」）、作曲は武蔵野音楽学校。
- 1947年7月16日 - 学制改革に伴い、新制の中学校を設立。男女共学となる。
- 1948年
  - 3月14日 - 財団法人相洋育英会を学校法人明徳学園に改称。
  - 3月30日 - 新制高等学校の認可を受け、校名を相洋高等学校・相洋中学校に改称。
- 1953年4月1日 - 商業科を新設。
- 1958年11月8日 - 本館校舎（2号館）が落成（現在は解体、建て替え済み）。
- 1959年10月7日 - 物理化学実験室が落成（現在は解体）。
- 1960年4月1日 - 工業科（電気科）を新設（現在は廃止）。
- 1963年10月12日 - 3号館が落成。
- 1965年11月10日 - 第二体育館（7号館）が落成。
- 1971年6月17日 - 特別教室校舎（8号館）落成。
- 1973年9月15日 - 小田原市穴部に野球グラウンド建設。
- 1974年3月31日 - 5号館が落成。
- 1978年5月11日 - 雨天体操場が竣工。
- 1979年
  - 7月23日 - 海外研修制度を発足。
  - 10月29日 - 特別教室棟（6号館）が落成。
- 1981年2月12日 - 4号館が落成。
- 1982年11月2日 - 1号館が落成。
- 1988年3月31日 - 第一研修会館が竣工。
- 1989年2月28日 - 南足柄市の第二研修会館の改修を完了する。
- 1992年8月1日 - 雨天体操場の改修を完了。
- 1994年12月20日 - 学生食堂が落成。
- 1995年5月31日 - 全教室棟に空調機器が設置される。
- 1996年10月23日 - 部室棟が落成。
- 1998年3月14日 - 「相洋インテリジェントセンター21」（2号館）が落成。
- 2001年3月31日 - 工業科を廃止。
- 2002年4月1日 - 週5日制を導入。
- 2012年4月1日 - 週6日制を導入。

## 著名な出身者
- 河野洋平（内閣官房長官・外務大臣・自民党総裁・衆議院議長）※中学校のみ在籍
- 佃弘巳（静岡県伊東市長、元静岡県議会議員）
- 森田実（政治評論家）
- 井上義行（参議院議員、元内閣総理大臣秘書官）
- 天野郁夫（東京大学名誉教授・国立大学財務・経営センター名誉教授）※中学校のみ在籍
- 富野由悠季（アニメーション監督）
- 朝乃翔嚆矢（元大相撲幕内力士・日本相撲協会評議員）※新十両の1993年3月場所から同年9月場所まで、本校にちなんだ「朝相洋」の四股名を名乗ったことがある。
- 織田無道（住職・タレント）
- 佐藤浩貴（プロバスケットボール選手、bjリーグ・島根スサノオマジック所属のセンター）：2000年卒業
- 内山雄介（元プロ野球選手、北海道日本ハムファイターズ）
- 渡邉恒樹（元プロ野球選手、東北楽天ゴールデンイーグルス→東京ヤクルトスワローズ）
- 相原豊（元サッカー選手）
- 瀧谷亮（プロサッカー選手、FC岐阜）
- 関野元弥（プロサッカー選手、いわきFC）
- 岸川奈津希（女子サッカー選手、ジェフユナイテッド市原・千葉レディース）
- 尾崎好美（陸上競技長距離走・マラソン選手）
- 古谷拓夢（陸上競技ハードル走選手）
- 込山龍哉（柔道選手）
- 徳光正行（キャスター・タレント）
- 三善英史（歌手）※中退[1]
- 舘鼻則孝（デザイナー）
- 高木優奈（女子プロゴルファー）
- 相田勇司（柔道選手）
- クレイ・アーロン・竜波（陸上競技選手）[2]
- 田中聡（プロサッカー選手、湘南ベルマーレ）
- 三浦ジンボスティーブン（プロサッカー選手）
- 吉川心水（陶芸家）
- 中村大樹（声優）※高等学校のみ在籍
- 山口貴裕（神奈川県厚木市長、元神奈川県議会議員）※高等学校のみ在籍
- 小島絵里衣（ミュージカル俳優）

## 在学者
- 原直生（サッカー選手）

## アクセス
- 小田原駅（東海道新幹線・東海道線・小田急小田原線・小田急箱根鉄道線・伊豆箱根鉄道大雄山線）より徒歩15分